# نهر تويد
نهر تويد، أو مياه تويد (الغيلية الاسكتلندية: أبهاين ثويد، الاسكتلنديه: مياة أو تويد، الويلزية: تويد)، هو نهر بطول 97 ميلاً (156 كيلرمتر) طولاً والذي يتدفق شرقاً عبر منطقة الحدود في اسكتلندا وشمال إنجلترا. تشتق تويد اسمها من ارتباطها بنهر تويد. يعتبر التويد أحد أعظم أنهار السلمون في بريطانيا والنهر الوحيد في إنجلترا حيث لا يشترط ترخيص قضيب من وكالة البيئة للصيد. يدر النهر دخلاً كبيرًا لمنطقة الحدود المحلية، حيث يجذب الصيادين من جميع أنحاء العالم، حيث يعتبر أحد أفضل أنهار السلمون في اسكتلندا. تويد هو اسم بريثوني قديم (سلتيك) يعني «الحدود».

## دورة

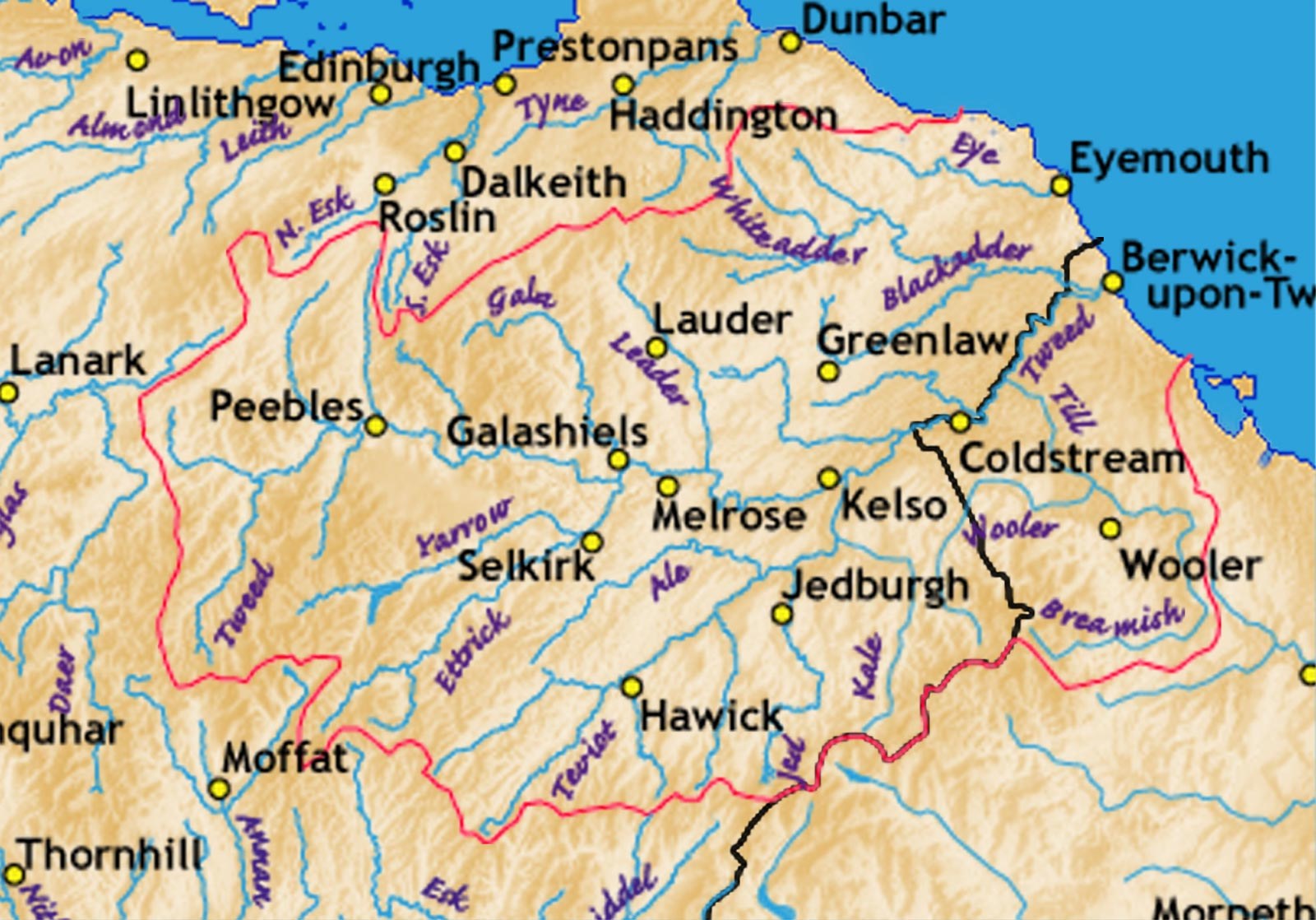
منطقة مستجمعات المياه تويد

يتدفق النهر بشكل اساسي أو في المقام الأول عبر منطقة الحدود ذات المناظر الخلابة في اسكتلندا، وشرقًا من المستوطنات على الضفاف المتقابلة لبيرغام وكارهام تشكل الحدود التاريخية بين اسكتلندا وإنجلترا.
يرتفع النهر في لوثر هيلز في تويدز ويل بالقرب من مكان يسمى كلايدي، حيث يستنزف الشمال الغربي (10 كيلومتر (6.2 ميل) من تويدز ويل)، وتصريف نهر عنان جنوبًا (1.9 كيلومتر (1.2 ميل) من بئر تويد)
ترتفع أيضًا. «عنان، تويد وكلايد يرتفعون فوق التلال» قول مأثور من المنطقة الحدودية. شرق كيلسو، يصبح جزءًا من الجزء الشرقي من الحدود. وعند دخول إنجلترا، تقع روافدها المنخفضة في نورثمبرلاند، حيث تدخل بحر الشمال في بيرويك أبون تويد.

## مستجمعات المياه
قاع وادي النهر هو حقل تلة جليديه. إنه بقايا تيار جليدي قديم يتدفق عبر المنطقة المتجمده. المدن الرئيسية التي تشمل تدفق نهر التويد من خلالها هي اينرليثن وبييبلس وقالاشايلز وميلورز وكيلسو وكولدستيم وبيرويك -الون وييد، حيث يتدفق إلى بحر الشمال. تشمل روافد التويد:
- ماء ويتيدر
- مياه بلاكادر
- نهر حتى
- مياه عدن
- مياه تيفيوت
- زعيم المياه
- مياه غالا
- مياه لايثن
- مياه كوير
- مياه إديلستون
- مانور ووتر
- مياه لين
- مياه هولمز

تشكل الأجزاء العلوية من مستجمعات مياه التويد في اسكتلندا المنطقة المعروفة باسم تويدديل، والتي يكون جزء منها محميًا مثل أبر تويدديل الوطنية المنطقة ذات المناظر الخلابة، وهي واحدة من 40 منطقة في اسكتلندا والتي تم تحديدها لتحديد المناطق ذات المناظر الطبيعية الاستثنائية ولضمان حمايته من التطور غير المناسب.

## صالة عرض

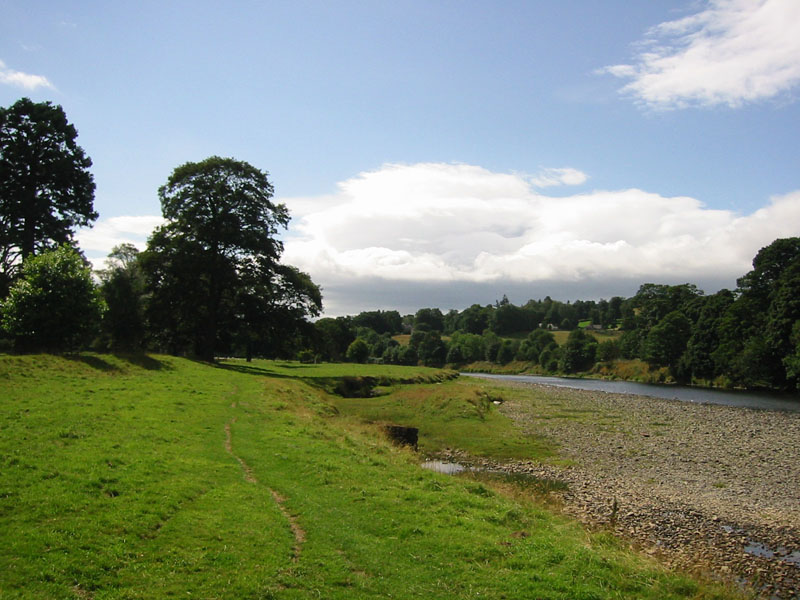
نهر توييد في أبوتسفورد ، بالقرب من ميلرووز
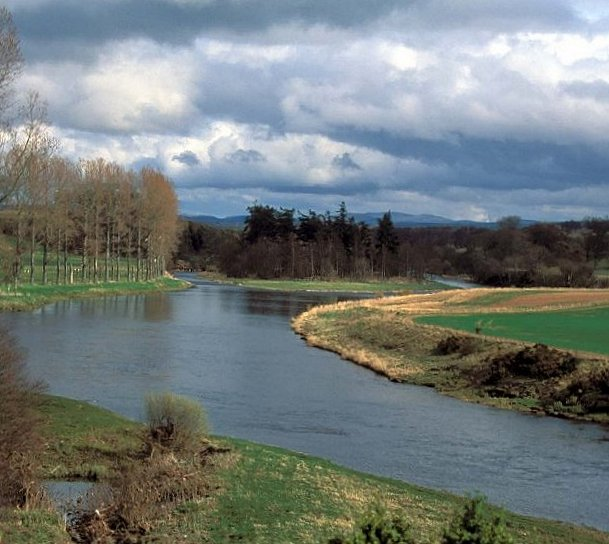
نهر توييد من منزل ميرتون ، بالقرب من سانت بوسويل
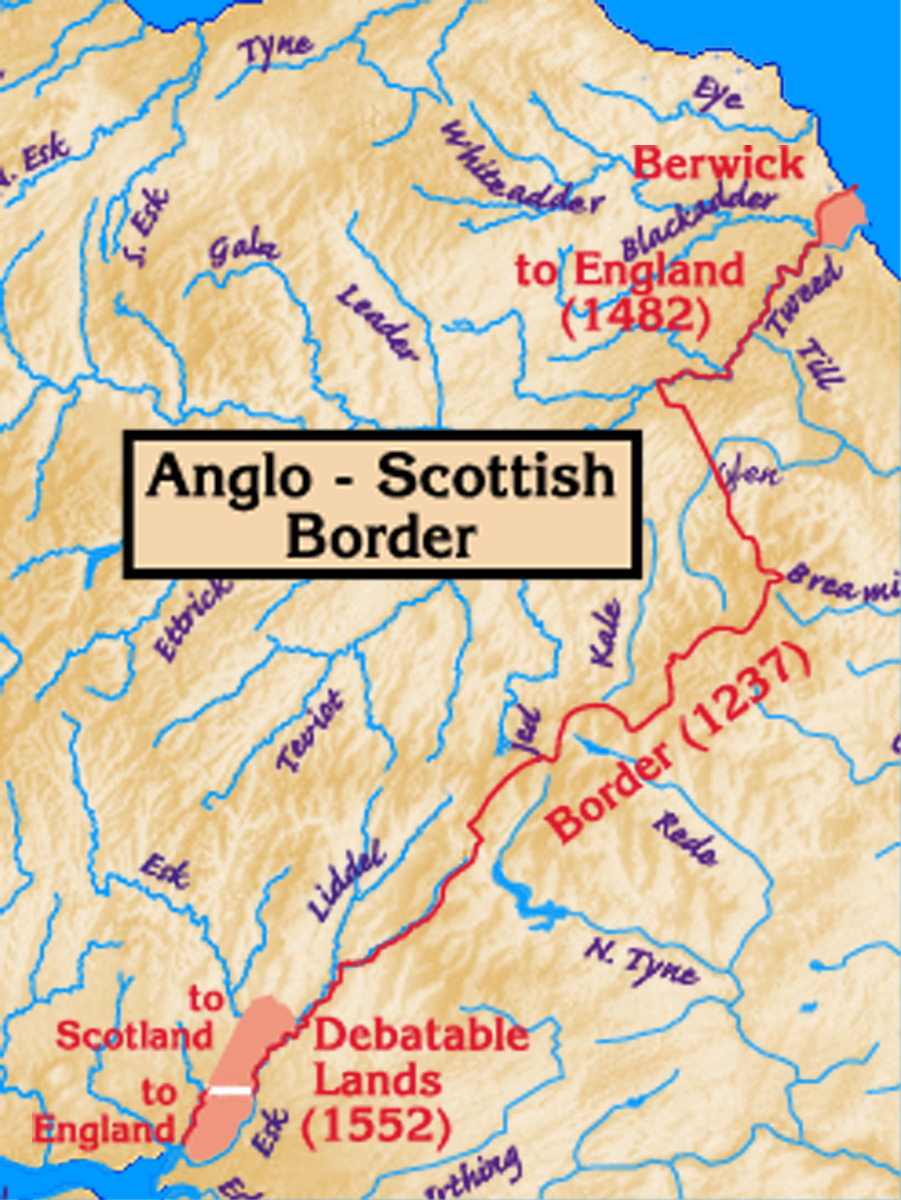
الحدود الأنجلو-الاسكتلندية ، مع التوييد في الشرق. كان مصبها وبلدة بيرويك أبون توييد من ضم إنجلترا في وقت متأخر.
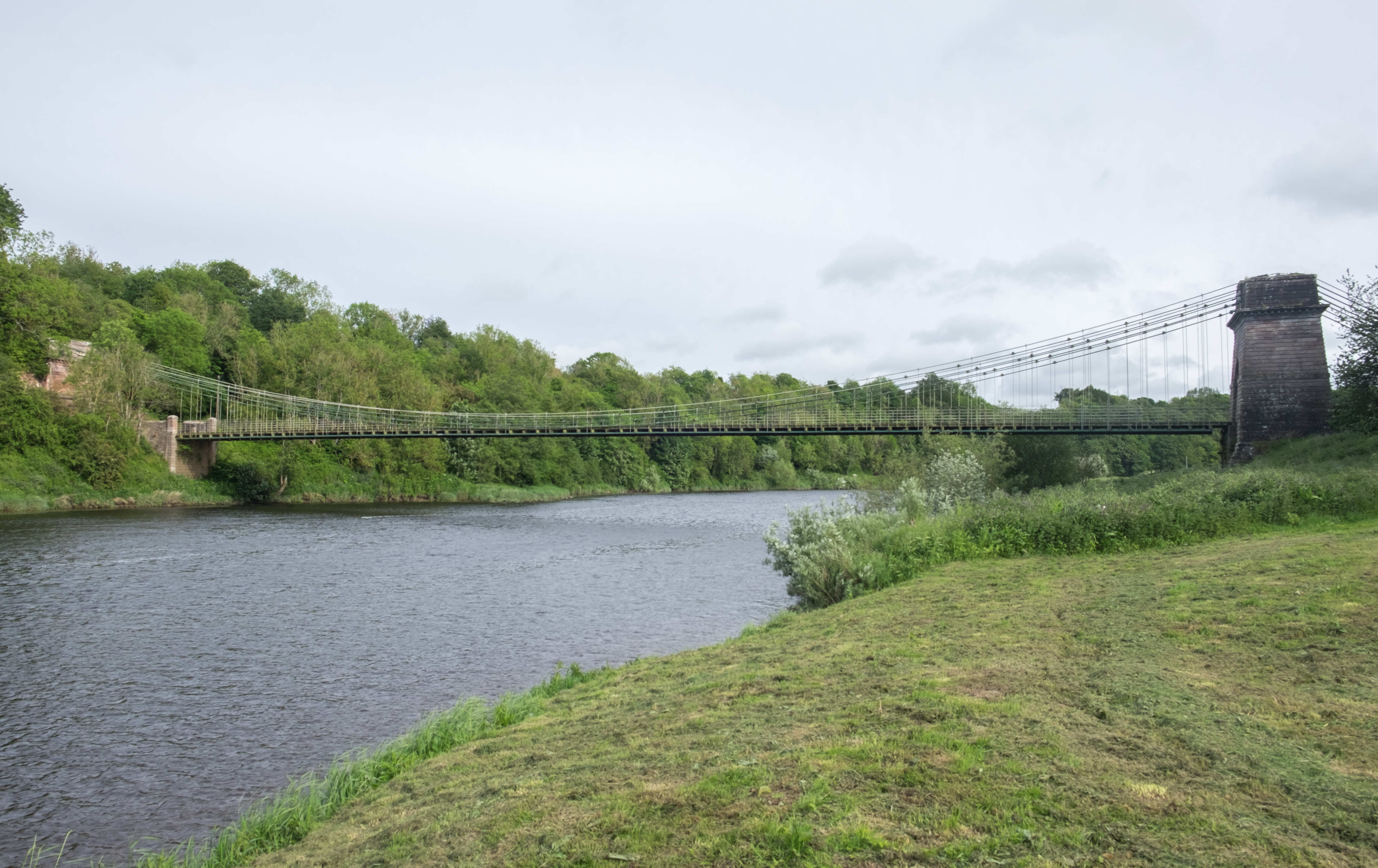
جسر يونيون تشين الذي يمتد فوق تويد بين هورنكليف بإنجلترا وفيشويك في اسكتلندا.

## روابط خارجية
- الممرات المائية البريطانية: نهر تويد
- موقع لجنة نهر تويد
- مؤسسة تويد
- موقع منتدى تويد
- نهر تويد: منطقة خاصة للحماية (SAC)
- وكالة حماية البيئة الاسكتلندية (SEPA): بيانات مستوى النهر
- خريطة نهر تويد
- المعجم الجغرافي لاسكتلندا: نهر تويد
- ورقة تصف Palaeo-icestream وأشكال الأرض في وادي تويد
- مصادر الخريطة والصور الجوية Tweed's Well Tweedmouth
- فتح متخصصي تأجير الزوارق